# Pierre Amand
Pour les articles homonymes, voir Amand.
Pierre Amand est un chirurgien de la communauté de Saint Côme (confrérie des chirurgiens de Paris), né à Riez en Provence au XVIIe siècle, et mort le 22 juin 1720. Habile dans l'art des accouchements, il est connu pour être l'inventeur d'une « fronde obstétricale ».

## Travaux
Pierre Amand est l'auteur de Nouvelles Observations sur la pratique des Accouchements, Paris 1714, dont le sous-titre est Avec la manière de se servir d'une nouvelle Machine, très-commode & facile, pour tirer promptement et seurement, la tête de l'enfant séparée de son corps, & restée seule dans la Matrice, sans se servir d'aucuns instrumens trenchans, ou piquans, qui puissent exposer la mère à aucun danger.

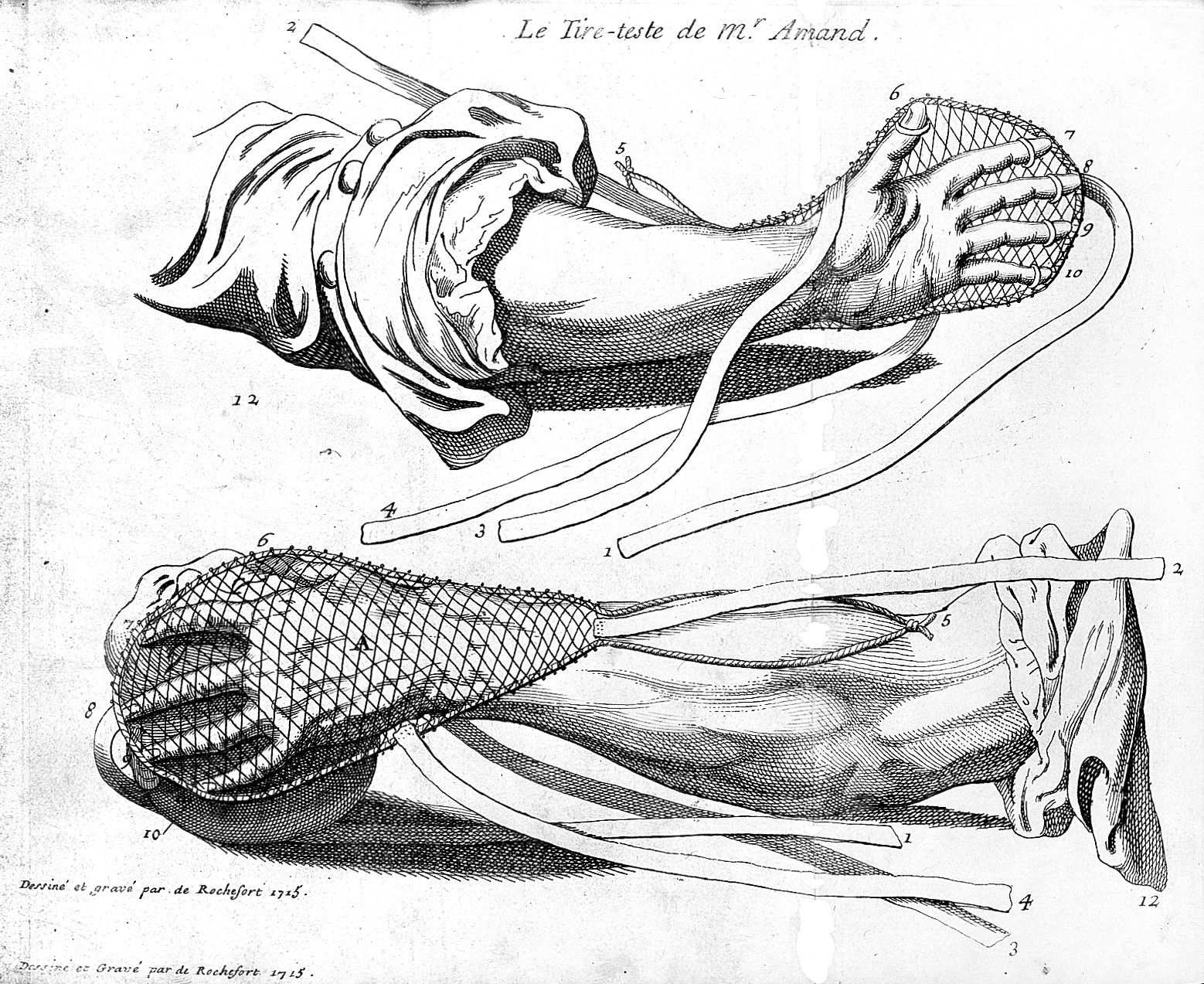
Le « tire-tête » préconisé par Pierre Amand.

Dans cet ouvrage, il donne les résultats de son expérience en réunissant ses observations les plus remarquables, dont plusieurs observations de grossesse extra-utérine. Dans les débats de son temps, il se montre partisan de l'ovisme (préformation dans l'œuf) et opposant à l'opération de la césarienne.
Dans des accouchements difficiles (cas d'enclavement de l'enfant dans le bassin maternel), il imagine une sorte de filet, ou de fronde faite de cordelettes entortillées, qui se place sur le dos de la main de l'accoucheur pour saisir et entourer la tête de l'enfant,  alors extraite à l'aide de ce « tire-tête ».  
La « fronde d'Amand », représentée dans trois planches de son ouvrage, n'a eu que peu de succès en étant avantageusement remplacée par l'invention du forceps à deux branches,.

## Publication
- Nouvelles observations sur la pratique des accouchemens, Paris, Jacques Edouard, 1714 (texte intégral).